# Szymon Szymański (koszykarz)
Szymon Szymański (ur. 4 stycznia 1996) – polski koszykarz, występujący na pozycjach skrzydłowego lub środkowego, obecnie zawodnik Miasta Szkło Krosno.
21 grudnia 2018 został wypożyczony przez Rosę Radom do Rawlplug Sokoła Łańcut.
10 czerwca 2020 dołączył do GTK Gliwice. 3 grudnia 2021 został wypożyczony do I-ligowego Miasta Szkło Krosno.

## Osiągnięcia
Drużynowe
- Wicemistrz Polski kadetów (2012)
- Uczestnik rozgrywek Ligi Mistrzów (2017/2018)